# Kattendijke
Kattendijke is een voormalige gemeente en heerlijkheid op het eiland Zuid-Beveland, in de Nederlandse provincie Zeeland. Het dorp heeft 590 inwoners (2023). Het is vóór de dertiende eeuw ontstaan door afdamming van de huidige Deesche Watergang. 
Kattendijke was een heerlijkheid die toebehoorde aan het geslacht Van Borssele, daarna aan Van Tuyll van Serooskerken en aan Van der Does, onder wie Jan van der Does (Janus Dousa) en tot slot, door koop in 1612, aan het geslacht Huyssen, welk geslacht de naam van de heerlijkheid aan de fomilienaam toevoegde tot Huyssen van Kattendijke. In het Koninkrijk der Nederlanden werd Kattendijke een zelfstandige gemeente, ook bekend onder de naam Kattendijke en Oost-Beveland, die bestaan heeft tot 1 januari 1970, waarna het werd toegevoegd aan de gemeente Goes. Tot de toen opgeheven gemeente Kattendijke behoorde ook Wilhelminadorp.
Bij de Tweede Kamerverkiezingen van 2012 was de uitslag in Kattendijke percentueel gezien vrijwel identiek aan de landelijke uitslag. Bij de daarop volgende Kamerverkiezingen in 2017 werd het dorp als potentiële barometer voor de landelijke uitslag dan door verschillende media en politieke peilers in de gaten gehouden.
In augustus 2021 kwam het dorp in het nieuws door een zeer slechte bezorging van de post door PostNL. PostNL beloofde direct beterschap.
Kattendijke is geliefd bij duikers vanwege zijn gunstige ligging aan de Oosterschelde.